# Distretto di Auckland
Il distretto di Auckland (informalmente chiamato Central Auckland) è un'autorità territoriale della Nuova Zelanda che si trova entro i confini della regione di Auckland, nell'Isola del Nord, e comprende l'istmo di Auckland e le isole del golfo di Hauraki. L'intera area metropolitana della città di Auckland, invece, comprende l'area urbanizzata di questo Distretto più tutte le sue città confinanti, cioè North Shore, Waitakere e Manukau, oltre a parti dei confinanti Distretti di Papakura, Rodney e Franklin. Fa parte di questà autorità territoriale anche la cittadina di Parakai
Auckland è la più grande città neozelandese, con una popolazione residente stimata in oltre 400 000 abitanti. La città è anche sede del Consiglio regionale della regione omonima.

## Storia
Nel novembre del 1989 il governo neozelandese ridisegnò la mappa delle autorità territoriali del paese. Dopo numerose proteste e ricorsi legali, l'Auckland City Council venne fuso con altre 8 autorità locali confinanti, più piccole, per formare il Distretto di Auckland odierno. Con questo atto la popolazione, rispetto a quella che era amministrata dal Distretto prima del 1989, è raddoppiata.
Recentemente è stato richiesto da più parti di procedere ad un'ulteriore integrazione fra il Distretto di Auckland e le città confinanti (che già fanno parte dell'area metropolitana di Auckland), soprattutto alla luce delle richieste di miglioramento dei servizi pubblici (che alcuni considerano altamente insufficienti per una città di queste dimensioni). Molti chiedono la creazione di una nuova autorità unitaria. Ciò porterebbe anche ad una maggiore efficienza (un solo Consiglio invece di sette locali ed uno regionale) e minore burocrazia, mentre chi è contrario fa notare che tali unioni in passato non hanno portato i frutti sperati.

## Geografia fisica
La parte principale del Distretto si trova su di un istmo. Il Waitemata Harbour, che si apre nel Golfo di Hauraki, separa l'istmo dalla città di North Shore e dal resto del territorio settentrionale della regione di Auckland. Al contrario il Manukau Harbour, che si apre sul Mar di Tasman, separa l'istmo dalla città di Manukau e dalla parte meridionale della regione. Tra le isole del golfo interno ci sono Rangitoto, Motutapu, Browns Island, Motuihe, Rakino, Ponui e Waiheke, mentre nel golfo esterno ci sono Little Barrier, Great Barrier e le Mokohinau Islands.

## Amministrazione

### Gemellaggi
Auckland è gemellata con 5 città ed ha relazioni di amicizia con altre 2. Tutte queste 7 città si trovano sull'Oceano Pacifico:
| - Los Angeles, dal 1976 - Fukuoka, dal 1986 - Brisbane, dal 1988 - Canton, dal 1989 - Pusan, dal 1996 |

### Rapporti d'amicizia

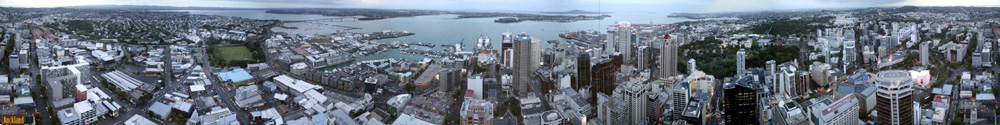
Una vista panoramica della città

| - Tomioka, dal 1983 - Shinagawa, dal 1993 |